# Maculonaclia luctuosa
Maculonaclia luctuosa là một loài bướm đêm thuộc phân họ Arctiinae, họ Erebidae.